# Grottes de Saint-Antoine
Pour les articles homonymes, voir Saint-Antoine.
Les grottes de st-Antoine (en ukrainien : Антонієві печери (Чернігів) est un complexe érémitique située sous les monts Boldina en Ukraine.

## Description

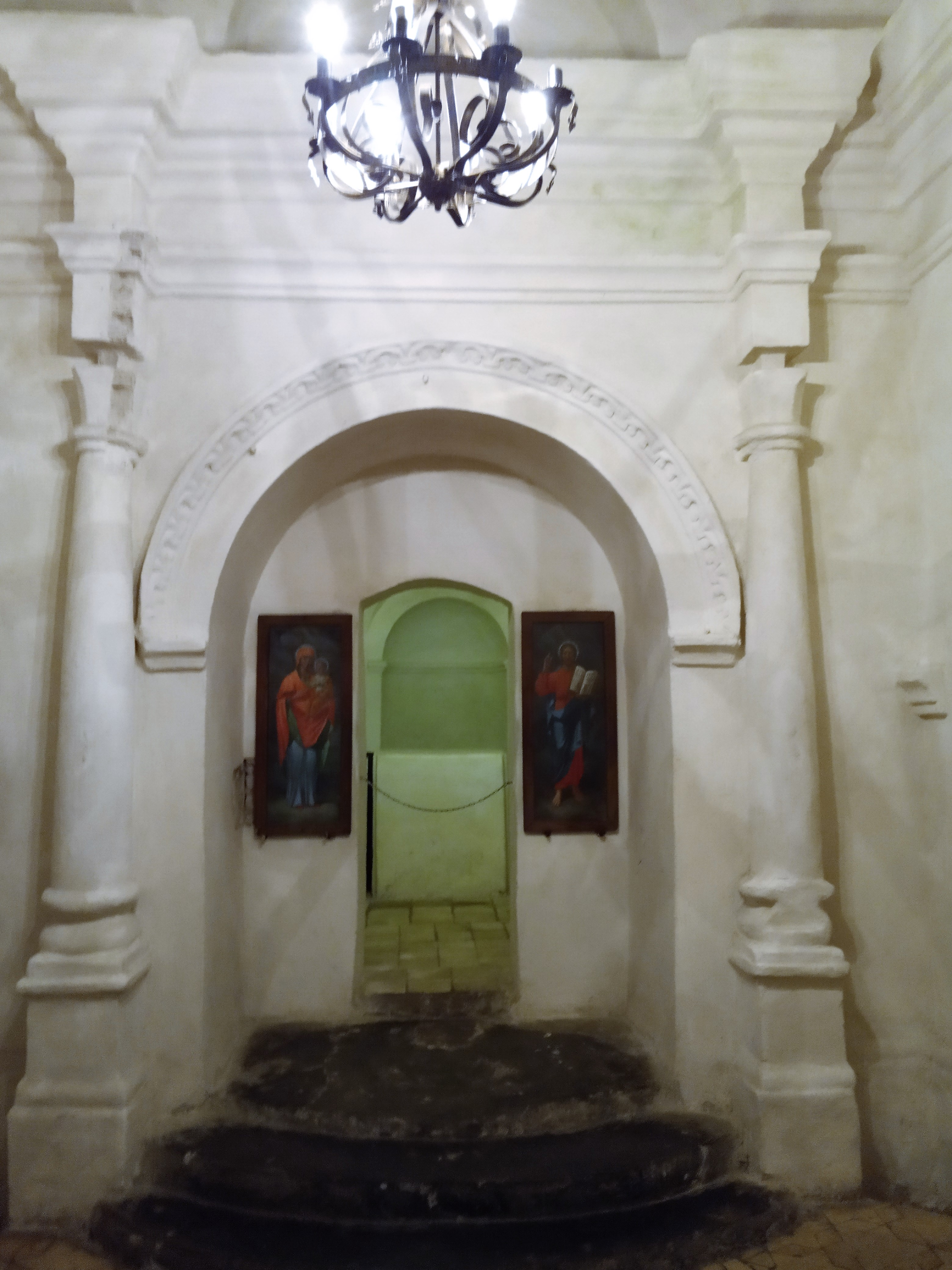
Les grottes.

## Historique
Elle font référence à Antoine des Grottes de Kiev qui est venu ici au neuvième siècle ; l'usage des grottes ayant commencé un siècle plus tard.